# La ciudad (libro de Weber)
La ciudad es un libro de Max Weber, un economista alemán y sociólogo. Fue publicado póstumamente en 1921. En 1924 se incorporó a un libro más grande, "Economía y Sociedad". En 1958 se realizó una traducción al inglés y desde entonces se han publicado varias ediciones. Todavía está impreso: una edición de bolsillo fue publicada en Glencoe, Illinois, por Free Press en 1986.
Es probable que Weber compilara esa investigación en 1911-1913, aunque contiene materiales que encontró antes de esa época.
El análisis de ciudad consta de muchos temas diferentes, incluido el estudio de la religión (especialmente el protestantismo), la historia del desarrollo de la democracia en Europa Occidental.
Weber sostiene que el desarrollo de las ciudades en la cultura europea como un autónomo o asociación voluntaria con sus propios funcionarios fue influenciado por factores tales como:
- la religión del cristianismo.
- la posición legal privilegiada de los ciudadanos (basada en la obligación del ciudadano para el servicio militar).
- el declive de las sanciones religiosas de parentesco y solidaridad que facilitó la creación de una comunidad urbana unificada.

Eso hizo que la población de la ciudad fuera fácilmente influenciada por ideas posteriores de la Reforma.
En palabras del propio Weber:

El origen de una ética racional y del mundo interior se asocia en Occidente con la aparición de pensadores y profetas [...] que se desarrollaron en un contexto social ajeno a las culturas asiáticas. Este contexto consistió en los problemas políticos engendrados por el status-grupo burgués de la ciudad, sin los cuales ni el judaísmo, ni el cristianismo, ni el desarrollo del pensamiento helenístico son concebibles.